# Paul Bern

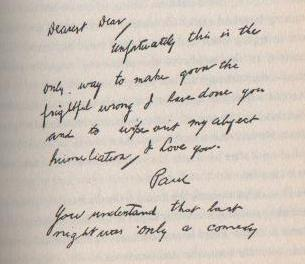
De vermeende zelfmoordbrief van Bern

Paul Bern, geboren als Paul Levy, (Hamburg, 3 december 1889 - Beverly Hills, 5 september 1932) was een Duits-Amerikaans filmregisseur.
Paul verhuisde als kind naar de Verenigde Staten en toen hij volwassen was ging hij voor de MGM werken als producer, scriptschrijver en regisseur. Als producer werkte hij bij de films Anna Christie (1930) en Grand Hotel (1932) en hij schreef de film China Seas (1935).
Bern werd op 5 september 1932 naakt gevonden in zijn badkamer. Hij had een schotwond in zijn hoofd. Het is niet duidelijk of hij zelfmoord had gepleegd of dat hij werd vermoord. Eerder dat jaar (2 juli 1932, tot zijn dood twee maanden later) was hij getrouwd met superster Jean Harlow.